# Laurids de Thurah

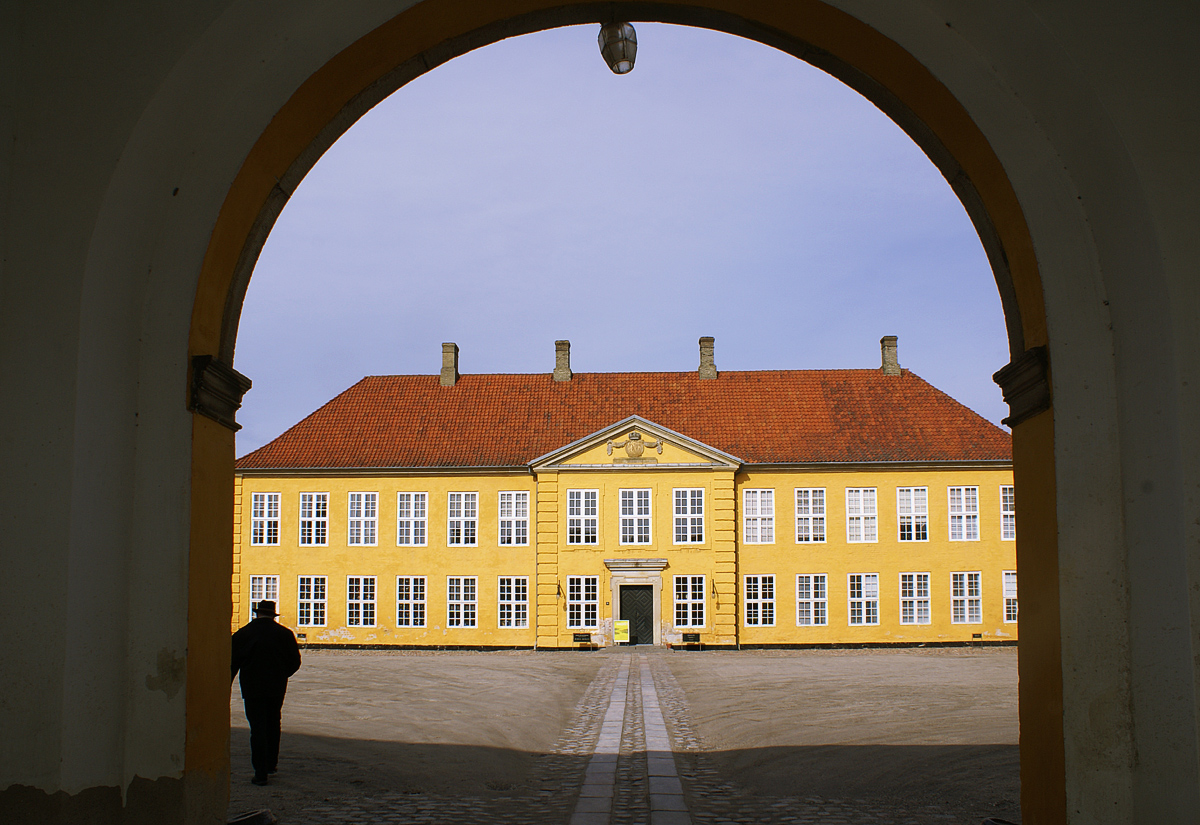
Roskilde Palæ

Laurids Lauridsen de Thurah, född 4 mars 1706 i Århus, död 5 september 1759 i Köpenhamn, var en dansk arkitekt och författare.

## Biografi
Laurids de Thurah, som var son till biskop Laurids Thura, fick en militärisk uppfostran och avancerade till generalmajors grad 1753 och blev året därpå "generalbyggmästerare". 
de Thurah publicerade under åren 1746–1749 till ett planschverk i två band: Den danske Vitruvius, i vissa avseenden en motsvarighet till Erik Dahlberghs Suecia antiqua et hodierna, även om titeln förmodligen inspirerats av Colen Campbells Vitruvius Britannicus. Detta var ett i historiskt och arkitektoniskt hänseende betydelsefullt verk, liksom hans Hafnia hodierna, 1748, som innehåller planer och fasader till en mängd danska byggnadsverk samt statistiska och topografiska upplysningar.
Laurids de Thurah bodde under åren 1750–1756 på Børglums kloster, Jylland, där han gjorde åtskilliga ändringar på byggnaderna för sin svärfar i andra giftet Frederik Kiærskiold.

## Byggnadsverk i urval
- Roskilde Palæ, till 2021 Museet for Samtidskunst, Roskilde, 1733
- Eremitageslottet, kungligt jaktslott i Dyrehaven, Själland, 1734–1736
- Hirschholms slott, Hørsholm, Själland, 1730–1744, rivet 1810–1812
- Børglums kloster, omfattande ombyggnad, Jylland, 1750–1754
- Fødselsstiftelsen, Köpenhamn, 1755–1757
- Frederiks Hospital, nu Designmuseum Danmark, Köpenhamn, 1754–1757
- Sorgenfri slott, kungligt slott i Kongens Lyngby, 1757–1758